# Семёновичи (Гомельская область)
Семёновичи (бел. Сямёнавічы) — деревня в Озаричском сельсовете Калинковичского района Гомельской области Белоруссии.

## География

### Расположение
В 45 км на север от Калинкович, 24 км от железнодорожной станции Холодники (на линии Жлобин — Калинковичи), 167 км от Гомеля.

### Гидрография
На юге, востоке и западе мелиоративные каналы.

## Транспортная сеть
Транспортные связи по просёлочной, затем по автодорогам, которые отходят от г. п. Озаричи. Планировка состоит из короткой прямолинейной улицы, ориентированной с юго-востока на северо-запад и застроенной двусторонне деревянными крестьянскими усадьбами.

## История
По письменным источникам известна с XVIII века как деревня в Мозырском повете Минского воеводства Великого княжества Литовского. Под 1778 год обозначена как селение в Озаричском церковном приходе. После 2-го раздела Речи Посполитой (1793 год) в составе Российской империи. С 1799 года во владении тайного советника З. Л. Лошкарёва. В 1800 году в Речицком уезде Минской губернии. Согласно переписи 1897 года в Озаричской волости Бобруйского уезда Минской губернии, работал трактир.
В 1921 году начала работу школа. С 1939 года до 16 июля 1954 года центр Холмянского сельсовета Домановичского района Полесской, с 8 января 1934 года Гомельской областей. В 1930 году организован колхоз имени А. Г. Червякова, работали 2 ветряные мельницы. Во время Великой Отечественной войны в январе 1944 года каратели сожгли 41 двор и убили 36 жителей. 62 жителя погибли на фронте. Согласно переписи 1959 года в составе совхоза «Озаричи» (центр — деревня Озаричи).

## Население
- 1778 год — 12 домов.
- 1795 год — 20 дворов.
- 1800 год — 26 дворов.
- 1897 год — 34 двора, 247 жителей (согласно переписи).
- 1908 год — 53 двора, 343 жителя.
- 1917 год — 413 жителей.
- 1925 год — 84 двора.
- 1939 год — 78 дворов 296 жителей.
- 1959 год — 253 жителя (согласно переписи).
- 2004 год — 21 хозяйство, 28 жителей.